# Национальный фронт освобождения Анголы
Национальный фронт освобождения Анголы, ФНЛА (порт. Frente Nacional de Libertação de Angola, FNLA) — ангольская военно-политическая организация, с 1992 года правая политическая партия. Основан Холденом Роберто, является старейшей из ныне действующих политических структур Анголы. Идеологически всегда придерживался консерватизма и антикоммунизма. Активно участвовал в войне за независимость, потерпел поражение в гражданской войне, легализовался как оппозиционная партия в начале 1990-х. Традиционно опирается на народность баконго, занимает национал-консервативные трайбалистские позиции.

## Первоначальная структура
Национальное движение на севере португальской Анголы стало организационно оформляться к середине 1950-х годов. В 1954 группа активистов во главе с выходцем из племенной аристократии баконго Холденом Роберто учредила Союз народов Северной Анголы (УПНА). Два года спустя Роберто официально возглавил УПНА. В 1957 организация направила в ООН воззвание, содержавшее призыв к восстановлению существовавшего в XIV—XIX веках Королевства Конго.
В 1958 году политический курс УПНА изменился — организация выступила за независимость Анголы. Соответственно изменилось и название: Союз народов Анголы (УПА). Однако трайбалистская ориентация на баконго при этом сохранялась.

## Антиколониальное движение и правительство в изгнании
В 1962 УПА объединился с небольшой Демократической партией Анголы. Движение приняло название Frente Nacional de Libertação de Angola — ФНЛА. Штаб-квартира организации располагалась в Киншасе — столице Конго-Заира. Верховным лидером ФНЛА являлся Холден Роберто, его ближайшими сподвижниками стали авторитетные племенные активисты баконго — Нгола Кабангу (организационный аппарат), Лукас Нгонда Бенги (служба безопасности и диверсионное подполье), Джон Эдуардо Пиннок-старший и Джонни Эдуардо Пиннок-младший (идеология, внешнеполитические связи), Паулу Туба (внутриполитические связи), Тонта Афонсу Каштру (партизанские формирования), Хендрик Ваал Нето (дипломатическая служба).
Там же в Киншасе функционировало Революционное правительство Анголы в изгнании — Govêrno revolucionário de Angola no exílio (GRAE), во главе которого стоял Холден Роберто, а министром иностранных дел являлся Жонаш Савимби. Практически одновременно с учреждением ФНЛА были созданы вооружённые силы — Армия национального освобождения Анголы (ЭЛНА), главнокомандующим которой тоже стал Роберто.
В первой половине 1960-х GRAE удалось приобрести статус главного представителя антиколониальных сил Анголы. Роберто установил контакты с авторитетными африканскими лидерами, выступал в ООН, наладил деловые связи с администрацией и спецслужбами США. Встреча Роберто с Чэнь И позволила организовать оперативное взаимодействие ФНЛА с КНР. Наиболее тесным было сотрудничество ФНЛА с президентом Заира Мобуту Сесе Секо, единомышленником и родственником Роберто.
ФНЛА позиционировался как единственный законный представитель национально-освободительного движения Анголы. Он отвергал сотрудничество с созданным в 1956 движением МПЛА, отказывался от создания единого антиколониального фронта. Такая позиция объяснялась узкоплеменным трайбализмом Роберто и его консервативными антикоммунистическими взглядами, враждебными левым и марксистским тенденциям идеологии МПЛА.
В 1966 произошёл разрыв между Роберто и Савимби (в принципе по тем же причинам, которые блокировали альянс ФНЛА с МПЛА). Министр иностранных дел покинул GRAE и создал свою организацию — Национальный союз за полную независимость Анголы (УНИТА).

## Участие в войне за независимость
С февраля-марта 1961 года — первая атака в Луанде произошла 4 февраля 1961 — УПА-ФНЛА начал вооружённую борьбу против португальских колониальных властей. Вылазки осуществлялись обычно с конголезской территории в северных и северо-восточных районах Анголы. Действия отрядов Роберто отличались особой жестокостью в отношении португальских поселенцев и лояльных к ним африканцев (особенно не принадлежащих к баконго). Наибольшую активность ФНЛА развил в провинции Уиже, значительную часть населения которой составляли этнические баконго.
Военные ресурсы ФНЛА были весьма ограниченными. Они позволяли устраивать локальные вооружённые вылазки и террористические акции, но боестолкновения с португальскими колониальными войсками обычно не были успешными. Эффективными были атаки ЭЛНА под командованием Педру Афамаду, но в целом вклад ФНЛА в вооружённую борьбу за независимость значительно уступал МПЛА. В то же время ФНЛА удалось создать террористическое подполье в Луанде, во главе которого стоял Лукас Нгонда Бенги. С середины 1960-х начались вооружённые столкновения между ФНЛА и МПЛА — предвестие будущей гражданской войны в независимой Анголе.
В 1972 произошло восстание в воинских частях ФНЛА, направленное против руководства организации, осевшего в Заире. Восстание было с трудом подавлено заирской армией по приказу Мобуту.

## Поражение в гражданской войне
Португальская революция 25 апреля 1974 имела следствием ускоренную деколонизацию. Первоначально предполагалось, что правительство независимой Анголы будет сформировано на коалиционной основе тремя освободительными движениями — МПЛА, ФНЛА и УНИТА. Однако уже летом 1975 в стране шла полномасштабная гражданская война. Активное участие в ней принимали ФНЛА и его вооружённые силы ЭЛНА.
МПЛА Агостиньо Нето выступало за развитие по модели «соцлагеря», опираясь на народности мбунду, а также мулатов. ФНЛА Холдена Роберто ориентировалась на консервативные силы Запада и опиралась на баконго. УНИТА Жонаша Савимби придерживалась самобытной идеологии антикоммунистического африканского социализма, опираясь на овимбунду. Внешними союзниками МПЛА являлись СССР и Куба. ФНЛА пользовалась поддержкой Заира, США, Франции, а также Китая и до некоторой степени КНДР и СРР. УНИТА установил военно-политические связи с ЮАР.
В июле 1975 года МПЛА взяло Луанду под военно-политический контроль. Выбитые из столицы отряды ЭЛНА разместились на плацдармах в Уиже и Заире, откуда развернули наступление на столицу. Значительную часть армии Холдена Роберто составляли заирские военнослужащие, а самыми боеспособными подразделениями были боевики португальского МДЛП во главе с Жилберту Сантуш и Каштру и — с января 1976 года — отряд белых наёмников под командованием бывшего капрала британских ВДВ Костаса Георгиу (он же «полковник Каллэн»). Оружие было получено в значительной степени из Китая и Северной Кореи.
10 ноября 1975 года ударные силы ФНЛА/ЭЛНА были разгромлены на подступах к Луанде в битве при Кифангондо. На следующий день независимость Анголы была провозглашена под властью МПЛА. В тот же день ФНЛА провозгласил в Амбрише Демократическую Республику Ангола (ДРА) во главе с Роберто (УНИТА учредила в Уамбо своё Социальную Демократическую Республику Ангола (СДРА) во главе с Савимби). 23 ноября 1975 в Уамбо было объявлено об объединении ДРА с СДРА в Народно-Демократическую Республику Ангола (НДРА). Было создано временное коалиционное правительство ФНЛА—УНИТА. Холден Роберто и Жонаш Савимби являлись сопрезидентами НДРА, премьер-министрами — Джонни Эдуардо Пиннок (ФНЛА) и Жозе Нделе (УНИТА). Однако эта структура, получившая название Объединённый национальный совет революции, фактически просуществовала лишь до 30 января 1976, формально — до 11 февраля 1976.
Бойцы ЭЛНА были недостаточно обучены и мотивированы, вооружение уступало противнику. Ключевые военные позиции в ФНЛА — в отличие от УНИТА — занимали наёмные командиры: Костас Георгиу, командующий гарнизоном Санту-Антониу-ду-Заири британец Дерек Баркер, организатор обороны Сан-Сальвадор-ду-Конго американец Густаво Грильо.
Развернулось массированное наступление правительственных войск ФАПЛА и кубинского экспедиционного корпуса. В начале января 1976 ЭЛНА отступила из Кармоны — политической столицы Роберто. Был сдан Амбриш — главная военная база. В феврале войска МПЛА и кубинцы вступили в Санту-Антониу-ду-Заири и Сан-Сальвадор-ду-Конго — родной город Роберто. С захватом 18 февраля города Педру-да-Фейтису силы МПЛА установили контроль над северной границей страны. ФНЛА как военная сила практически перестал существовать. Угрозы Паулу Тубы развернуть активную террористическую борьбу против МПЛА и его зарубежных союзников (вплоть до взрывов посольств) рассматривались как «крик отчаяния».
Остатки войск ФНЛА беспорядочно отступили на территорию Заира. При этом ФНЛА утратил поддержку заирского президента Мобуту и ЦРУ США — из-за отказа Холдена Роберто порвать связи с КНДР.
Серьёзным ударом по престижу ФНЛА стал процесс над наёмниками в Луанде летом 1976 года. По итогам суда, четверо — Костас Георгиу, Эндрю Маккензи, Дерек Баркер и Дэниэл Герхарт — были расстреляны, девять (в том числе Густаво Грильо) получили длительные сроки заключения. Связь с ФНЛА стала ассоциироваться с военными преступлениями. При этом характерны замечания Георгиу, сделанные во время суда: МПЛА, по его впечатлению, больше заботилось о единстве своих рядов и о поддержке населения, нежели ФНЛА, тогда как для гражданской войны нужнее опора в своей стране, нежели иностранная помощь.
В 1976—1978 годах ФНЛА пытался время от времени наносить удары, периодически прорываясь на ангольскую территорию. Усилиями Лукаса Нгонды Бенги и Нголы Кабангу в Уиже удалось частично воссоздать партизанскую инфраструктуру. Однако её действия были малоэффективны. Реальную партизанскую войну против режима МПЛА вёл Савимби во главе УНИТА. Часть бойцов ФНЛА перебрались бежали от наступающих войск МПЛА в Намибию (в то время оккупированную ЮАР), где присоединились к УНИТА либо участвовали в рейдах южноафриканской армии на территорию Анголы.
В 1979 году Заир полностью нормализовал отношения с Анголой. Это означало потерю всяких возможностей для дальнейшей вооружённой борьбы. Холден Роберто с ближайшим окружением перебрался во Францию. Деятельность ФНЛА практически прекратилась. Военно-политические поражения ФНЛА стимулировали оппозицию Холдену Роберто. 12 августа 1980 Хендрик Ваал Нето и Паулу Туба учредили Военный совет ангольского сопротивления (COMIRA). Месяц спустя они объявили об отстранении Роберто от руководства и присоединении ФНЛА к COMIRA. Однако проект, задуманный для активизации вооружённой подпольной борьбы в Анголе не получил развития. К 1983 деятельность COMIRA сошла на нет. Статус лидера ФНЛА сохранил Роберто.
В 1983 году было официально объявлено о прекращении боевых действий ЭЛНА (которые уже давно не велись). Некоторые влиятельные командиры — Педру Афамаду, Тонта Афонсу Каштру — перешли на сторону правительства и поступили на службу в ФАПЛА.

## Партия легальной оппозиции
На рубеже 1980—1990-х годов режим МПЛА вынужден был провести политические реформы, включая переход к многопартийной системе. Одним из результатов стала легализация ФНЛА. Холден Роберто и его соратники возвратились в Анголу. ФНЛА был преобразован в легальную политическую партию.
В 1992 ФНЛА участвовал в парламентских выборах, Роберто выдвигал свою кандидатуру на президентский пост. По итогам выборов было объявлено о победе МПЛА и президента душ Сантуша. Отказ Савимби признать результаты привёл к резне Хэллоуин. Основной удар был нанесён по УНИТА, однако погибли и многие активисты ФНЛА. Однако руководство ФНЛА, в отличие от Савимби, признало правящий режим и продолжило интеграцию в ангольскую политическую систему. При этом влияние партии резко снизилось даже в районах проживания баконго.
В настоящее время ФНЛА является партией правой оппозиции. В то же время её руководство выступает с позиций примирения всех прежде враждовавших сил страны. На этом сходятся враждующие партийные фракции. Лукас Нгонда Бенги прямо выступает за союз с МПЛА. Нгола Кабангу высказывается за участие Кубы в восстановлении ангольской экономики и достижении национального согласия.
Важное направление партийной деятельности — информирование общества о заслугах ФНЛА в борьбе за независимость Анголы.

## Внутрипартийные конфликты
В 1990, ещё находясь в эмиграции, несколько влиятельных деятелей ФНЛА, в частности, Хендрик Ваал Нето вступили в контакт с ангольским правительством и перешли в МПЛА. Во второй половине 1990-х в ФНЛА возник острый конфликт между Холденом Роберто и Лукасом Нгонда Бенги, выдвинувшим претензии на лидерство. Нгонда Бенги, выступавший за примирение и союз с МПЛА, заручился поддержкой правительства. На съезде ФНЛА в 1999 году он добился своего избрания на высший партийный пост. Роберто перешёл в статус «почётного президента партии».
Беззастенчивость и беспринципность Нгонды Бенги, оскорбительные высказывания в адрес исторического лидера (Нгонда называл Роберто Um leão sem dentes — «лев без зубов») вызвали возмущение многих ветеранов и активистов ФНЛА. В 2004 году очередной съезд утвердил председателем партии Нголу Кабангу, сохранившего верность Роберто. Партия фактически раскололась.
2 августа 2007 года скончался Холден Роберто. Сторонники Нголы Кабангу избрали его президентом ФНЛА. Внутрипартийная оппозиция в 2010 году провела свой съезд, провозгласив главой партии Лукаса Нгонду Бенги. Считается, что группа Нгонды Бенги является агентурой властей в правой оппозиции, а сам он связан с бывшим генеральным секретарём МПЛА Дину Матросом.
В 2011 году Конституционный суд Анголы признал легитимным президентом ФНЛА Лукаса Нгонду Бенги. Часть партийного актива по-прежнему считала своим лидером Нголу Кабангу.

## Внутрипартийная консолидация
Многолетний раскол был формально преодолён в сентябре 2021 года: съезд ФНЛА избрал новым президентом партии профессора Ними Йя Симби. При голосовании Симби опередил Лукаса Нгонду Бенги, Фернанду Педру Гомеша, Триштана Эрнешту и Карлитуша Роберто — сына Холдена Роберто. Нгола Кабангу и Лукас Нгонда Бенги признали нового лидера, декларировали взаимное примирение и единство. Однако многие партийные руководители и активисты выражали сомнения в надёжности достигнутой консолидации. Со своей стороны, Симби назвал своей миссией «примирение братьев».
Ними Йя Симби, этнический баконго, специалист в области психологии труда, длительное время жил в Заире. При Холдене Роберто он занимал пост генерального секретаря ФНЛА, после смерти основателя был заместителем Нгола Кабангу. Он подчёркивает приверженность заветам Холдена Роберто, традициям ФНЛА, лозунгу Liberdade e Terra — Свобода и Земля. В своей предвыборной программе он акцентировал борьбу с массовой нищетой и угрозой голода, резко критиковал политику МПЛА и президента Жуана Лоренсу.

## Результаты на выборах
На парламентских выборах 1992 года ФНЛА (лидер Холден Роберто) получил 2,4 % голосов и 5 мест в Национальной ассамблее.
На выборах 2008 года за ФНЛА (лидер Нгола Кабангу) проголосовали 1,11 % избирателей — 3 места в Национальной ассамблее.
Выборы 2012 года принесли ФНЛА (лидер Лукас Нгонда Бенги) 1,13 % избирателей и 2 парламентских мандата.
Парламентские выборы 23 августа 2017 года оказались для ФНЛА (лидер Лукас Нгонда Бенги) наименее успешными. Партию поддержали лишь 61 тысяча избирателей — 0,9 %, что дало только 1 депутатский мандат.
На выборах 24 августа 2022 года позиции ФНЛА (лидер Ними Йя Симби) укрепились незначительно: 65 тысяч голосов — 1,05 %. Однако избирательная система позволила увеличить парламентское представительство до 2 депутатов.
Наблюдатели объясняют электоральные неудачи ФНЛА потерей харизматичного лидера Холдена Роберто, обладавшего несомненной популярностью среди баконго, и внутренней борьбой между фракциями Кабангу и Нгонды Бенги.